# انتشارات روشنگران و مطالعات زنان
انتشاراتِ روشنگران و مطالعات زنان در سال ۱۳۶۲ در تهران توسط شهلا لاهیجی با نام انتشارات روشنگران پایه‌گذاری شد و در سال ۱۳۷۵ به روشنگران و مطالعات زنان تغییر نام داد. این انتشارات صدها کتاب پیش‌گامانه منتشر کرده‌ است که بسیاری‌شان به قلم زنان است
و کتاب‌های علمی زیادی در حوزه مطالعات زنان منتشر کرده‌ است. همچنین بسیاری از نمایشنامه‌ها و فیلمنامه‌های بهرام بیضایی نیز توسط این انتشارات چاپ شده‌ است. روشنگران و مطالعات زنان، علی‌رغم فشارها، به چاپ و انتشار آثار جوانان متعهد مانده‌ است.
این انتشارات سال ۲۰۰۶ ناشر برگزیده شد.
فریدون آدمیت و خسرو حمزوی و مهرانگیز کار و منوچهر انور و شیرین عبادی از نویسندگان نامدار دیگری هستند که با روشنگران همکاری کرده‌اند.
انتشارات روشنگران و مطالعات زنان نخستین شرکت انتشاراتی متعلق به یک زن در ایران است. شهلا لاهیجی در سال ۲۰۰۱ جایزه آزادی نوشتن (Freedom to Write Awards) انجمن جهانی قلم (PEN) را به خاطر این انتشارات دریافت کرد.
این انتشارات هدف خود را طرح و نشر موضوع‌های مهم اجتماعی، اقتصادی و ادبی ایران امروز و ارائه تجربیات مشابه از سایر نقاط جهان، برابری حقوق زن و مرد، آزادی‌های انسانی، حقوق بشر، دمکراسی، عدالت اجتماعی، مبارزه با دیکتاتوری و توتالیتاریسم و مقولاتی از این دست می‌داند.

## هدف
چنان‌که در وب‌گاه این انتشارات آمده‌ است، در پیش‌گفتار اولین کتاب این انتشارات در «سخنی با خواننده» هدف این انتشارات عبارت است از:
«اساسی‌ترین هدفی که این مؤسسه انتشاراتی در پی دست یافتن به آن است، ارائهٔ دیدی گسترده‌تر، روشن‌تر و انسانی‌تر از مسایل اجتماعی، اقتصادی، فلسفی، روانشناختی و تاریخی زندگی انسان‌هاست. نگاهی تازه که از جزم اندیشی و سیاه و سفید کردن‌های معمولی و تعصبات عقیدتی که عموماً بر پایه و بنیاد درستی استوار نیست، آزاد باشد و به خواننده کمک کند تا پیش‌داوری‌ها و تعصبات فکری را که همواره مانعی اساسی بر سر راه ادراک صحیح و انسانی، تناقضات و پیچیدگی‌های آن و سپس ایجاد امکان دگرگونی آنچه باعث رنج انسان‌هاست و فراهم شدن زمینه رشد استعدادها و توانایی‌های موجود در زنان و مردان، نیازمند ذهنی آزاداندیش است و کشور ما نیازمند شمار بسیار از این آزاد اندیشان …»
طرح و نشر موضوع‌های مهم اجتماعی، اقتصادی و ادبی ایران امروز و ارائه تجربیات مشابه از سایر نقاط جهان، برابری حقوق زن و مرد، آزادی‌های انسانی، حقوق بشر، دمکراسی، عدالت اجتماعی، مبارزه با دیکتاتوری و توتالیتاریسم از هدف‌هایی است که این انتشارات برای خود برمی‌شمارد.

## آتش‌سوزی عمدی
در زمستان سال ۱۳۸۳ دفتر این انتشارات در تهران مورد حمله افراد ناشناسی قرار گرفت و تخریب شد که بعد بازسازی شد، البته در آن زمان کسی درون دفتر نبود. در این حادثه مأموران آتش‌نشانی آتش‌سوزی را مهار کردند، اما شخصی که انفجار را ایجاد کرده بود از محل حادثه گریخت. مهاجم در ساعت ۲۱:۱۰ با موتور مقابل دفتر انتشارات ایستاده و شیشه پنجره را شکست و ماده انفجاری را به داخل دفتر پرتاب کرد. تمام اوراق و اسناد انتشارات روشنگران به آتش کشیده شد، از جمله تمام پرونده‌های رسمی انتشارات، قراردادها و مجوزهای نشر. به گفته لاهیجی، افسر آتش‌نشانی که در محل بود، پس از خاموش کردن آتش اعلام کرد: «آتش‌سوزی عمدی بوده و شخص ناشناس مخلوطی از ماده انفجاری و صدادار را به داخل دفتر پرتاب کرده‌ است».

## اعتراض به سانسور
انتشارات روشنگران و مطالعات زنان در اعتراض به مجوز نگرفتن کتاب‌های این انتشارات، از سال ۱۳۹۱ در نمایشگاه بین‌المللی کتاب تهران شرکت نمی‌کند.
به گفته لاهیجی، از سال ۱۳۹۳ یعنی از آغاز ریاست جمهوری روحانی تا مه ۲۰۱۵ این انتشارات ۵۵ کتاب را برای انتشار پیشنهاد کرده، اما حتی یکی از این کتاب‌ها مجوز نگرفته‌ است. این کتاب‌ها برخی نوشته نویسندگان ایرانی و برخی ترجمه بوده‌اند. برخی از آن‌ها کتاب‌های تئوریک مهمی در زمینه مسائل مربوط به زنان بودند.
به‌گفته لاهیجی، تا تیر ۱۳۹۳ کتاب جانا و بلادور بهرام بیضایی و ۴۴ عنوان کتاب دیگر این انتشارات در روند بررسی ممیزی وزارت ارشاد مجوز نگرفته‌اند. او سانسور در ایران را «سلیقه‌ای، غیرقانونی و غیرشفاف» عنوان کرد و گفت ممیزی‌های بی‌دلیل و بررسی‌های طولانی را یکی از عوامل مهم وضع بد نشر کتاب در ایران است؛ چرا که وضعیت نشر کلاً شفاف نیست و همه چیز در پستو و فراقانونی و خارج قاعده انجام می‌شود. تغییرات اعمال شده از سوی وزارت ارشاد، خواننده را نسبت به متن بی‌اعتماد می‌کند.
لاهیجی در این باره گفت «من با سی و چند سال سابقه می‌دانم چه کتابی را می‌توان منتشر کرد و کتابی را که برای انتشار به وزارت ارشاد می‌سپارم، از فیلتر خودم عبور کرده و تمام خطوط قرمز را در نظر گرفته‌ام. البته حرف من این معنی را نمی‌دهد که در کتاب نویسنده دیگر دست ببرم، اما اگر احساس کنم کتابی با مشکل روبرو است، به او می‌گویم کتاب شما مجوز نمی‌گیرد و تکلیف از همان اول روشن است و با آن وضعیت به وزارت ارشاد ارسال نمی‌شود.»

## کتاب‌های سرشناس
- کتاب‌های حوزه مطالعات زنان مانند شناخت هویت زن ایرانی از شهلا لاهیجی و مهرانگیز کار[۱۲][۱۳]، ایزد بانوان در فرهنگ و اساطیر ایران و جهان از صدرالدین طاهری، پژوهشی درباره خشونت علیه زنان در ایران از مهرانگیز کار، حکایت دختران قوچان از افسانه نجم‌آبادی[۱۴]، مشروطه، زنان و تغییرات اجتماعی و کتاب نامه های زنان ایرانی از علی باغدار دلگشا[۴]،

- آثار بهرام بیضایی: دیوان نمایش، نمایش در ایران[۱۵]، هزارافسان کجاست؟، بهرام بیضایی[۱۶]، نمایشنامه‌ها و فیلمنامه‌ها: سه برخوانی، افرا، یا روز می‌گذرد، چهارراه، مجلس ضربت زدن، سگ‌کشی

- نوشتار زنانه مانند مثل آب برای شکلات از لورا اسکوئیول

- دیگر حوزه‌های حقوق بشر مانند تاریخچه و اسناد حقوق بشر در ایران از شیرین عبادی

- دیگر کتاب‌های ادبیات تالیفی مانند شهری که زیر درختان سدر مرد از خسرو حمزوی
- دیگر کتاب‌های ادبیات ترجمه مانند سلاخ‌خانه شماره پنج از کرت وانه‌گت و عقده‌ی سیندرلا از کولت داولینگ